# Anfahrsprung
Der Anfahrsprung ist ein Begriff aus der Hydraulik. Er beschreibt in einem Hydraulikkreislauf mit 2-Wege-Stromregelventil einen kurzzeitig ungeregelten und erhöhten Volumenstrom beim Einschalten.
Vor dem Einschalten des Volumenstroms ist die Druckwaage des Stromregelventils über die Feder vollständig geöffnet, da im Ruhezustand der Druck vor, nach und im Ventil gleich ist. Bei Einschalten des Hydraulikkreislaufs zum Beispiel über ein Wegeventil ist daher zunächst nur eine Drosselstelle mit nur geringem Druckabfall wirksam. Die Volumenstrom-Regelung ist erst dann wirksam, wenn sich an der Messblende der Druckwaage eine Druckdifferenz eingestellt hat.